# 相良寺
相良寺（あいらじ）は、熊本県山鹿市菊鹿町相良にある天台宗の寺院。九州四十九院薬師霊場第31番札所。肥後西国観音霊場第33番札所。山鹿三十三観音霊場第33番札所。通称は相良観音。

## 歴史
比叡山延暦寺の末寺で、弘仁5年（814年）、伝教大師最澄の開基と伝えられるが、開基は肥後出身の僧・俊芿との説もある。
朱雀天皇の時、あるいは、後朱雀天皇の時というが、皇后の安産祈願のため勅使が下向し、この寺に参籠したところ、無事に皇子が誕生したと伝えられ、安産や子育てに霊験があるとされる。
治承・寿永の乱（源平合戦）の際、平氏方であった菊池隆直の兵が相良の地に籠もり、これを攻めた源氏方の緒方惟栄が寺を焼き討ちにしたため、本堂や多くの坊舎を焼失した。
寺の付近に自生する天然記念物アイラトビカズラの名は、寺が焼き討ちにあった際、千手観音がカズラに飛び移ったという伝説に由来する。
正平年間、菊池武光が寺を再興。以後、菊池氏歴代の帰依を受け、菊池氏没落後は国人・隈部氏の信仰を受けた。
現在の本尊は、室町時代後期の作で、山鹿市指定文化財となっている丈六坐像の千手観音像。高さ約3.4メートル、檜の寄木造りで、永正14年（1517年）作の胎内銘がある。木彫座像としては国内最大である。
なお、この観音像は生首を提げているが、緒方惟栄が寺に火をかけたことを怒り、惟栄の首を取ったものと伝えられる。
明治に入り廃寺となったが、明治10年（1877年）、再興されて現在に至る。

## 行事
- 1月1日 新年祈願会
- 2月節分当日 星祭節分会
- 3月15～18日 春季大祭
- 4月8日 花祭り
- 7月10日 四万六千日祈願祭
- 毎月18日 観音縁日

## 所在地
- 熊本県山鹿市菊鹿町相良370

## 交通
- 九州産交バス相良観音バス停徒歩5分
- 九州自動車道植木ICより約30分、菊水ICより約40分